# 三好春樹
三好 春樹（みよし はるき、1950年 - ）は、日本の介護、リハビリテーション（理学療法士）の専門家。生活とリハビリ研究所代表。広島県生まれ。

## 来歴
「オムツ外し学会」や「チューブ外し学会」を立ちあげて介護、看護、リハビリの枠を超えて日本全国で 「生活リハビリ講座」を開催し、介護に当たる人たちに人間性を重視した老人介護のあり方を伝えている。
広島修道高等学校で生徒会長として学生運動を主導し卒業直前に退学となる。1974年から、特別養護老人ホームで介護職員として働く。その後、文部省大学入学資格検定を経て、九州リハビリテーション大学校で学び、理学療法士として老人介護の現場で老人のリハビリテーションに従事する。
1985年、広島に事務所を立ち上げ、東京、大阪、広島で「生活リハビリ講座」を開始。その後、事務所は、東京に移転、生活とリハビリ研究所と銘打ち、講座も札幌から沖縄までと拡大。「おむつ外し学会」、「チューブ外し学会」などを立ち上げるなど、聴講者や仲間もリハビリから介護、看護師、医師までに広がって、介護福祉の世界の新しい潮流を切り開いた。生活障害、関係障害など、新しい視点の提言も積極的に行っている。

## 著作
- 『老人の生活ケア――〈生活障害〉への新しい看護の視点』 医学書院 / 1986年
- 『老人の生活リハビリ』 医学書院 / 1988年
- 『生活リハビリとはなにか』 筒井書房 / 1989年
- 『遊びリテーション』 医学書院 / 1989年
- 『教師はなぜぼけるのか』（発言集） 筒井書房 / 1990年
- 『老いの見方・感じ方』（発言集） 筒井書房 / 1990年
- 『介護覚え書――老人の食事・排泄・入浴ケア』 医学書院 / 1992年
- 『専門バカにつける薬』（発言集） 筒井書房 / 1992年
- 『新しい老人ケア――「老人の生活リハビリ」対話篇』（討論集） 雲母書房 / 1994年
- 『老人介護Q＆A――家族、介護職からの76の質問』 雲母書房 / 1995年
- 『正義の味方につける薬』（発言集） 筒井書房 / 1995年
- 『ねたきりゼロQ＆A――介護現場からの73の質問』 雲母書房 / 1996年
- 『関係障害論』 雲母書房 / 1997年
- 『現場がつくるケアプラン』（共著） 雲母書房 / 1997年
- 『生活障害論』 雲母書房 / 1997年
- 『老人介護 問題発言』（発言集） 雲母書房 / 1998年
- 『口腔ケアの最前線――口で食べるから元気になる』（共著） 雲母書房 / 1998年
- 『身体障害学』 雲母書房 / 1998年
- 『じいさん・ばあさんの愛しかた――“介護の職人”があかす老いを輝かせる生活術』 法研 / 1998年
- 『介護技術学』 雲母書房 / 1998年
- 『介護保険がやってきた――ケア現場の見方と使い方』（共著） 雲母書房 / 1999年
- 『遊びリテーション学』 雲母書房 / 1999年
- 『老人介護 常識の誤り』 新潮社 / 2000年
- 『生活リハビリ体操』 雲母書房 / 2000年
- 『マンガでわかる関係障害論』（市川りんたろう 画） 雲母書房 / 2000年
- 『入浴介護論集』 ブリコラージュ / 2000年
- 『「老い」の現在進行形――介護の職人、吉本隆明に会いにいく』（吉本隆明・共著） 春秋社 / 2000年
- 『男と女の老いかた講座――老いに上手につき合える人、つき合えない人』 ビジネス社 / 2001年
- 『介護が上手くなるための10ヵ条』 関西看護出版 / 2001年
- 『ブリコラージュとしての介護』（発言集） 雲母書房 / 2001年
- 『元気がでる介護術』岩波アクティブ新書 / 2002年
- 『老人介護 問題発言』（新装版） 雲母書房 / 2002年
- 『老人介護とエロス――子育てとケアを通底するもの』（芹沢俊介・共著） 雲母書房  / 2003年
- 『完全図解 新しい介護』（大田仁史・共監修） 講談社 / 2003年
- 『痴呆論――介護からの見方と関わり学』 雲母書房 / 2003年
- 『新しい痴呆ケア――アセスメントと遊びリテーション』（上野文規・共著） 雲母書房 / 2004年
- 『DVDブック 新しい介護』（大田仁史・共監修） 講談社 / 2004年
- 『ビデオ版 新しい介護』（大田仁史・共監修） 講談社 / 2005年
- 『介護職の健康の本――リラクセーションと5分間体操』（川崎美織・共著）雲母書房 / 2005
- 『介護と建築のプロが考えた「生活リハビリ」住宅――バリアフリーは間違っている』（吉眞孝司・共著） 雲母書房 / 2005年
- 『ウンコ・シッコの介護学』 雲母書房 / 2005年
- 『介護の専門性とは何か』（発言集） 雲母書房 / 2005年
- 『介護現場の腰痛ゼロマニュアル――環境・介護法からケアを変える』（監修／大塚洋 著）雲母書房 / 2005
- 『あれは自分ではなかったか――グループホーム虐待致死事件を考える』（共著） ブリコラージュ / 2005年
- 『なぜ、男は老いに弱いのか？』（『男と女の老いかた講座』の文庫化） 講談社文庫 / 2005年
- 『実用介護事典』（大田仁史・共監修） 講談社 / 2005年
- 『老人介護 常識の誤り』（『老人介護 常識の誤り』の文庫化） 新潮文庫 / 2006年
- 『お年寄りの生活をつくる介護用品――理学療法士が選んだ、安心・便利な福祉用具』（岡田しげひこ・共著）雲母書房 / 2005
- 『介護タブー集』 講談社 / 2006年
- 『リハビリテーションという幻想』（高口光子・共著） 雲母書房 / 2007年
- 『介護の大誤解!』 講談社 / 2007年
- 『老人介護 じいさん・ばあさんの愛しかた』（『じいさん・ばあさんの愛しかた』の文庫化） 新潮文庫 / 2007年
- 『生活の場のターミナルケア』（共著） ブリコラージュ / 2007年
- 『目からウロコ!まちがいだらけの認知症ケア』 主婦の友社 / 2008年
- 『最強の老人介護』 講談社 / 2008年
- 『新しい介護学 生活づくりの食事ケア』（共著） 雲母書房 / 2008年
- 『新しい介護学 生活づくりの排泄ケア』（共著） 雲母書房 / 2008年
- 『新しい介護学 生活づくりの入浴ケア』（共著） 雲母書房 / 2008年
- 『三好春樹のなるほど!なっとく介護』 NHK出版 / 2008年
- 『老人介護大発見――家族・ケアマネ・介護職からの質問88』 雲母書房 / 2008年
- 『介護職よ、給料分の仕事をしよう』（発言集） 雲母書房 / 2008年
- 『介護がラクになる マンガ認知症ケア』（市川リンタロウ 画） 講談社 / 2008年
- 『認知症論集――介護現場の深みから』 雲母書房 / 2009年
- 『目からウロコ!三好春樹のまちがいだらけの片まひリハビリ』 主婦の友社 / 2009年
- 『介護現場が提案する新しい褥瘡ケア――つくらないケア・なおすコツ』（共著） 雲母書房 / 2009年
- 『痴呆論――認知症への見方と関わり学』（増補新装版） 雲母書房 / 2009年
- 『介護がラクになる マンガ認知症ケア２』（市川リンタロウ 画） 講談社 / 2010年
- 『介護がラクになる マンガ認知症ケア３』（市川リンタロウ 画） 講談社 / 2011年
- 『認知症のお年寄りが落ち着く食事・排泄・入浴ケア』（特養ホーム諏訪の苑・共著）雲母書房 / 2011年
- 『介護のことば』講談社 / 2011年
- 『完全図解 介護のしくみ』（監修／東田勉 著）講談社 / 2011年
- 『元気がでる老人介護』（『元気がでる介護術』の文庫化）PHP文庫 / 2011年
- 『希望としての介護』（発言集）雲母書房 / 2012年
- 『新しい介護学 生活づくりのシーティング』（共著）雲母書房 / 2012年
- 『完全図解 新しい認知症ケア 介護編』（共著）講談社 / 2012年
- 『完全図解 介護のしくみ 改訂新版』（監修／東田勉 著）講談社 / 2013年
- 『実用介護事典 改訂新版』（共著）講談社 / 2013年
- 『完全図解 新しい介護 全面改訂版』（太田仁史・共監修、東田勉 編）講談社 / 2014年
- 『認知症介護が楽になる本――介護職と家族が見つけた関わり方のコツ』（多賀洋子・共著）講談社 / 2014年
- 『認知症介護――現場からの見方と関わり学』（『痴呆論』の増補新装改題版）雲母書房 / 2014年
- 『在宅介護応援ブック 認知症ケアQ&A』（東田勉 編）講談社 / 2014年
- 『在宅介護応援ブック 介護の基本Q&A』（東田勉 編）講談社 / 2015年
- 『在宅介護応援ブック いざという時の介護施設選びQ&A』（東田勉 編）講談社 / 2015年
- 『在宅介護応援ブック 介護保険活用法Q&A』（東田勉 編）講談社 / 2015年
- 『野生の介護――認知症老人のコミュニケーション覚え書き』雲母書房 / 2015年
- 『介護のススメ！──希望と創造の老人ケア入門』ちくまプリマー新書 / 2016年